# صعصعة بن معاوية
صعصعة بن معاوية بن حصن، أو حصين، بن عبادة بن النّزّال بن مرّة بن عبيد بن مقاعس، واسمه الحارث بن عمروه بن كعب بن سعد بن زيد مناة بن تميم بن مرّ، وكنيته أبو أيوب، عم الأحنف بن قيس. وقد اختلف في صحبته، وإنما روايته عن عائشة وأبي ذر. والصحيح أن له صحبه حيث روي عنه أنه قَالَ: قدمت على النبي. مات صعصعة في أول ولاية الحجاج على العراق.

## روى عنه
- روى عنه الأَحنف بن قيس والحسن البصري وابنه عبد ربه بن صعصعة.[3]

## الجرح والتعديل
- أحمد بن شعيب النسائي: ثقة.
- ابن حجر العسقلاني: صحابي، له صحبة، وقيل أنه مخضرم.
- الذهبي: صحابي.
- المزي: له صحبة.[4]